# Eczéma nummulaire
Pour les articles homonymes, voir eczéma.
 Mise en garde médicale
L'eczéma nummulaire (aussi appelé « dermite nummulaire », « neurodermatite nummulaire »  ou « dermatite discoïde ») est une des nombreuses formes de l'eczéma.  Sa définition est strictement clinique : il s'agit de plaques d'eczéma arrondies, en forme de pièces de monnaie (du latin nummus que l'on retrouve dans numismatique).   

## Présentation
Cette pathologie est récurrente et chronique, et peut apparaître à n'importe quel âge, bien qu'elle soit plus courante chez l'adulte d'âge moyen et avancé (jusqu'à la soixantaine). La peau sèche favorisant son apparition, l'hiver constitue la saison de survenue la plus souvent observée.
Les plaques arrondies, séparées par des zones de peau saine, sont disséminées sur n'importe quelle partie du corps, mais touchent plus souvent les jambes et les fesses. On constate d'abord des éruptions cutanées ayant l'aspect de plaques prurigineuses surélevées. On retrouve des vésicules qui se mettent à suinter puis développent des croûtes.

## Complications
D'autres formes de dermatites peuvent  survenir. Les lésions peuvent devenir très épaisses, de type lichen, avec prurit intense. Cette maladie étant chronique, des phases de poussée et de rémission se succèdent.

## Causes
L'eczéma nummulaire ne semble pas être dû à un facteur génétique (bien que le gène de la filaggrine soit parfois mis en cause comme facteur secondaire ou aggravant) et n'est pas contagieux.
Le bilan allergologique (notamment alimentaire) est le plus souvent négatif. On retrouve parfois un allergène classique comme l'hexamidine ou le nickel, ou encore alimentaire comme les sulfites.
Les causes réelles sont mal connues, ainsi l'efficacité possible de l'antibiothérapie a conduit à l'hypothèse que les eczémas nummulaires sont dus à des allergènes microbiens. L'eczéma nummulaire peut être aggravé par de nombreux facteurs, et il est souvent nécessaire au patient de noter sur un cahier tous les évènements de sa vie quotidienne dans les 24 h précédant une poussée.

## Traitement
Bien qu'il n'existe pas de traitement miracle, une des clés du soin et de la prévention consiste à garder la peau hydratée. Les lotions, crèmes, et autres peuvent aider à prévenir la crise d'eczéma. 
Si celle-ci survient malgré tout, les soins peuvent comporter une antibiothérapie générale et une corticothérapie locale simultanées.
La corticothérapie locale diluée est inefficace. La corticothérapie locale forte entraine une amélioration, mais souvent passagère avec rechute dès l'espacement des applications. Le problème est la conduite du traitement d'entretien après l'amélioration des lésions.
Des antihistaminiques oraux, des immunosuppresseurs locaux (comme le tacrolimus) peuvent aussi parfois aider ainsi que, rarement et seulement pour les cas les plus sévères, des UV.
La présence d'un prurit intense peut nécessiter des traitements spécifiques.